# Operation B
Operation B är en roman av Gabriella Håkansson utgiven 1997.
Romanen består av tre delar som utspelar sig i Bryssel, Köpenhamn och Lissabon. I den första delen skildras en kvinna som ägnar sig åt noggranna studier och anteckningar om sin makes alla göromål och till slut mördar honom. I bakgrunden och i de följande delarna av romanen framträder ett hemligt sällskap som under täckmantel av vetenskapliga studier kontrollerar människor i olika delar av världen.
Operation B är översatt till tyska, danska och norska.